# Никифоров, Евгений Валерьевич
Евгений Валерьевич Никифоров (род. 1 января 1970, с. Акша, Читинская область, РСФСР, СССР) — российский военачальник. Командующий войсками Западного военного округа (январь 2023 — февраль 2024). На апрель 2023 года — командующий группировкой сил войск (сил) «Запад» Объединённой группировки российских войск на Украине. Генерал-полковник (17.02.2023). С 14 мая 2018 года находится под санкциями Украины, с 23 июня 2023 года под санкциями стран Евросоюза.

## Биография

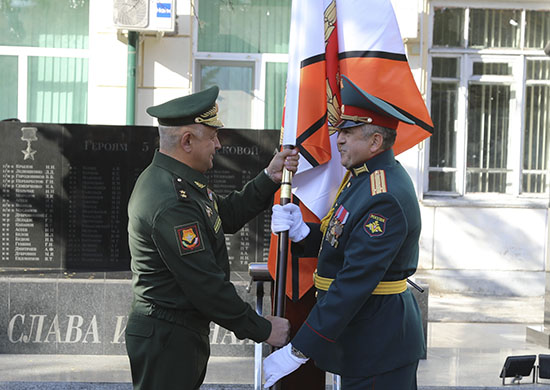
Генерал-лейтенант Е. В Никифоров (слева) вручает боевое знамя нового образца
5-й общевойсковой армии, 2016 года

В 1987 году окончил Уссурийское суворовское военное училище. После окончания Уссурийского СВУ поступил в Коломенское высшее артиллерийское командное училище на факультет Воздушно-десантных войск, окончив которое, в 1991 году поступил в распоряжение командующего Воздушно-десантными войсками России.
Прошёл все ступени командирской карьеры. С 1991 по 1993 год — командир противотанкового взвода противотанковой батареи парашютно-десантного батальона воздушно-десантной бригады, с марта по август 1993 года — заместитель командира противотанковой батареи — инструктор воздушно-десантной подготовки парашютно-десантного батальона воздушно-десантной бригады, с 1993 по 1995 год — командир противотанковой батареи воздушно-десантной бригады, с 1995 по 1999 год — начальник штаба парашютно-десантного батальона воздушно-десантной бригады, с 1999 по 2001 год — командир отдельного парашютно-десантного батальона воздушно-десантной бригады.
С 2001 по 2003 год проходил обучение в Общевойсковой академии Вооружённых сил Российской Федерации. С 2003 по 2005 год — заместитель командира воздушно-десантной бригады.
С 2005 по 2007 год — командир 83-й отдельной десантно-штурмовой бригады Дальневосточного военного округа. С 2007 по 2009 год — командир 21-й гвардейской мотострелковой дивизии Дальневосточного военного округа. С 2009 по 2010 год — командир 38-й отдельной гвардейской мотострелковой бригады Дальневосточного военного округа
С 2010 по 2012 год проходил обучение в Военной академии Генерального штаба Вооружённых сил Российской Федерации. После окончания академии в 2012 году проходил службу на должностях заместителя командующего 58-й армией Южного военного округа (2012—2014) и начальника штаба — заместителя командующего 20-й общевойсковой армией Западного военного округа (2014—2016). 8 мая 2013 года Указом президента Российской Федерации № 468 было присвоено воинское звание генерал-майор.
Служба безопасности Украины утверждает о причастности Никифорова к атаке пророссийских участников вооружённого конфликта в Донбассе на самолёт Ил-76 ВВС Украины, который был сбит 14 июня 2014 года в Луганске. 22 августа 2016 года включён Генеральной прокуратурой Украины в список обвиняемых в «преступлениях против основ национальной безопасности Украины, мира и международного правопорядка».
С 2016 по 2017 год — командующий 20-й гвардейской армией Западного военного округа.
С 2017 года — командующий 58-й общевойсковой армией Южного военного округа. 16 января 2017 года генерал-майору Никифорову вручён штандарт командующего армией. 12 декабря 2018 года Указом президента Российской Федерации № 709 присвоено воинское звание генерал-лейтенант.
С февраля 2019 года — заместитель командующего войсками Западного военного округа. С февраля 2020 года — начальник штаба — первый заместитель командующего войсками Восточного военного округа.
С июня по октябрь 2021 года — командующий Группировкой войск (сил) Вооруженных сил Российской Федерации в Сирийской Арабской Республике. 12 июня 2021 года на авиабазе Хмеймим принимал парад в честь Дня России.
По данным украинской разведки с 26 декабря 2022 года — командующий войсками Западного военного округа. Указом Президента РФ от 17 февраля 2023 года присвоено воинское звание генерал-полковник. В 2024 году Западный военный округ, которым командовал Никифоров, был расформирован. На его территории сформированы Ленинградский и Московский военные округа. Дальнейшая должность генерал-полковника Евгения Никифорова не известна.

## Международные санкции
Указом Президента Украины от 14 мая 2018 под номером 126/2018 (с изменениями в соответствии с Указом Президента Украины от 21.06.2018 № 176/2018) находится под международными санкциями Украины.
В феврале 2023 года, как командующий группировкой российских войск во время вторжения на Украину, Никифоров внесён ФБК в список коррупционеров и разжигателей войны, с предложением введения против него международных санкций.
23 июня 2023 года, за поддержку действий, которые подрывают и угрожают территориальной целостности, суверенитету и независимости Украины, Никифоров попал под санкции стран Евросоюза. Отмечается что под его командованием российские вооруженные силы, включая войска Западного военного округа, «продолжают нападение на Украину, в контексте агрессивной войны России против Украины».

## Высказывания
«В этот день мы чествуем нашу Родину — страну с тысячелетней историей и уникальным наследием, соединявшую на огромном пространстве множество народов, территорий и культур. Страну, которую мы любим, которой гордимся и во имя которой готовы пожертвовать собой»

## Семья
Женат, двое детей.

## Награды
- Орден «За заслуги перед Отечеством» III степени;[источник не указан 933 дня]
- Орден «За заслуги перед Отечеством» IV степени;[источник не указан 933 дня]
- Орден Александра Невского (2020);[источник не указан 933 дня]
- Орден Кутузова (2016);[источник не указан 933 дня]
- Орден «За военные заслуги» (2015);[источник не указан 933 дня]
- Медаль ордена «За заслуги перед Отечеством» II степени (2006);[источник не указан 933 дня]
- Медаль За воинскую доблесть 1 и 2 степеней;[источник не указан 933 дня]
- Медаль За отличие в военной службе 1, 2 и 3 степеней;[источник не указан 933 дня]
- Медаль Генерал армии Маргелов;[источник не указан 933 дня]
- Медаль «За заслуги перед Чеченской Республикой» (24 марта 2017) — за вклад в дело укрепления мира, международной и региональной безопасности и стабильности, в условиях, сопряженных с риском для жизни
- Медаль За участие в военном параде в День Победы;
- Медаль За возвращение Крыма;
- Медаль 200 лет Внутренним войскам МВД России[23];
- Медаль ВВ МВД За содействие[23];
- Медаль 80 лет ВДВ. Никто, кроме нас;
- Памятный нагрудный знак «Владикавказ — Город воинской славы»[24].